# اسکناس هزار ریالی ایران
اسکناس هزار ریالی یکی از اسکناس‌های رایج در ایران بود که توسط بانک مرکزی ایران چاپ و منتشر می‌شود. این اسکناس از دوران رضاشاه تاکنون در ایران ضرب می‌شود. در دوران رضاشاه و محمدرضا شاه، تصویر شاه روی اسکناس و قلهٔ دماوند پشت اسکناس چاپ می‌شد. در اسکناس‌های چاپ شده پس از انقلاب، ابتدا مدرسه فیضیه قم روی اسکناس و قبه الصخره پشت اسکناس چاپ می‌شد؛ ولی در سال‌های بعد، تصویر سید روح‌الله خمینی روی اسکناس جایگزین مدرسه فیضیه شد.

## ویژگی‌ها
- واترمارک اسکناس ابتدا لوگوی جمهوری اسلامی، سپس تصویر حسین فهمیده و اکنون تصویر امام خمینی است.
- کاغذ تمام پنبه‌ای با نخ امنیتی یک میلی‌متری و الیاف نامرئی فلورسنت که در برابر تابش فرابنفش نمایان می‌شوند.
- شماره سریال به رنگ قرمز فلورسنت، چاپ برجسته قابل لمس، تصویر مخفی آرم بانک مرکزی در سمت راست کتیبهٔ بالایی و مبلغ اسمی اسکناس در سمت چپ کتیبهٔ پایینی